# Говард, Томас, 1-й граф Беркшир
Томас Говард (англ. Thomas Howard; 8 октября 1587 — 16 июля 1669) — английский аристократ, 1-й виконт Андовер и 1-й барон Говард из Чарлтона с 1622 года, 1-й граф Беркшир с 1626 года, рыцарь Бани, кавалер ордена Подвязки. До получения титула трижды избирался депутатом Палаты общин. Участвовал в гражданской войне на стороне короля, после Реставрации стал членом Тайного совета.

## Биография
Томас Говард родился в 1587 году и стал младшим сыном Томаса Говарда и Кэтрин Найвет. Он принадлежал к одной из самых знатных семей Англии, но его дед, 4-й герцог Норфолк, был казнён в 1572 году за измену, а его владения и титулы были конфискованы. Томас-старший смог снова возвыситься благодаря выгодному браку и заслугам в войне с Испанией: в 1597 году он стал бароном Говардом из Уолдена и кавалером ордена Подвязки, в 1603 году — графом Саффолком, лордом-камергером и членом Тайного совета.
Томас-младший получил образование в колледже Святой Магдалины в Кембридже. В 1605 году он был посвящен в рыцари Бани и стал депутатом Палаты общин от Ланкастера, но заметного участия в работе парламента не принял в силу своей неопытности. В 1609—1610 годах сэр Томас предпринял путешествие по континентальной Европе. В 1614 году он получил почётную должность конюшего принца Чарльза (впоследствии короля Англии Карла I), заключил почётный брак с дочерью Уильяма Сесила, лорда Бёрли. В связи с женитьбой Говард получил от отца поместья в северном Уилтшире, приносившие 3 тысячи фунтов стерлингов годового дохода. В том же году он был избран в Палату общин — на этот раз от Уилтшира.
Положение сэра Томаса пошатнулось в 1615 году, когда его сестру Фрэнсис, графиню Сомерсет, обвинили в отравлении сэра Томаса Овербери. Говард направил королю письмо в защиту сестры, и многие выражения в тексте были сочтены слишком дерзкими, так что автор ненадолго оказался во Флитской тюрьме. К 1617 году это, по-видимому, было забыто: сэр Томас вошёл в состав совета принца Чарльза и стал губернатором острова Гернси. В 1621 году он в третий раз заседал в Палате общин как депутат от Криклейда. В том же году сэр Томас получил титулы барона Говарда из Чарлтона (это было поместье в Уилтшире, унаследованное от матери) и виконта Андовера, а 7 февраля 1626 года — титул графа Беркшира. С 1625 года он был кавалером ордена Подвязки.
Во время гражданской войны Говард встал на сторону короля, в 1642 году попал в плен, но вскоре был освобождён. После реставрации Карла II сэр Томас стал членом Тайного совета и джентльменом опочивальни. Он умер 16 июля 1669 года и был похоронен в Вестминстерском аббатстве.

## Семья
Томас Говард был женат на Элизабет Сесил, дочери Уильяма Сесила, 2-го графа Эксетера, и Элизабет Друри. В этом браке родились:
- Мэри, умерла незамужней[6];
- Элизабет, жена Джона Драйдена[7][8];
- Чарльз (1615—1679), 2-й граф Беркшир[9];
- Томас (1619—1706), 3-й граф Беркшир[10][11];
- Генри (приблизительно 1620—1663)[12];
- Роберт (1622—1698)[13];
- Уильям (1622 — ?)[14];
- Фрэнсис (приблизительно 1627—1670), жена Коньерса Дарси, 2-го графа Холдернесса[15];
- Филипп (1629—1717)[16].